# Csicsóka népdalcsoport
A Csicsóka népdalcsoport 2000-ben alakult Budakeszin, Danhauser Zoltán hegedűtanár vezetésével. Elsősorban a helyi fiataloknak nyújtott lehetőséget a magyarországi, erdélyi és felvidéki népdalok, csujogatások elsajátítására, a népi kultúra megismerésére.
Részt vettek helyi és regionális versenyeken.
2002-ben a Rojtos együttessel együtt, a Bojtár Népzenei Egyesület gondozásában kiadtak egy CD-t Véled összeakadék címmel. 

## A CD tartalma
- Véled összeakadék (Észak-Mezőség)
- Adtam csókot a legénynek (Sárköz)
- Hajnali, csárdás és szapora (Kalotaszeg)
- Zimi-zumi zajlapi tájtom (Szatmár)
- Felsütött a hajnalcsillag (Maros-Küküllő)
- Féloláhos, székely verbunk és szökő (Felső-Vízmellék)
- Olyan legény akar hozzám járni (Galgavidék)
- Lábam alatt ropog a nád (Észak-Mezőség)
- Mit fütyül a vadliba a rigónak? (Szatmár)

## A tagok 2002-ben
- Szabó Luca
- Szabó Dóra
- Czifra Zsuzsanna
- Czifra Cecília
- Pataki Lili
- Pataki Sára
- Pénzes Lili